# Trøndelag
Trøndelag (sydsamisk: Trööndelage) er et fylke og en historisk landsdel i Norge. Trøndelag udgør den nordlige del af Syd-Norge. Fylket er også en del af Midt-Norge, der dog ikke er klart defineret landsdel. Trøndelag fylke er en fortsættelse af det tidligere Trondhjems Amt, der i 1804 blev delt i to amter, der fra 1918 blev kaldt fylker. De to fylker Sør-Trøndelag og Nord-Trøndelag blev genforenet 1. januar 2018.
Trøndelag fylke grænser op til fylkerne Nordland mod nord, Møre og Romsdal mod sydvest og Oppland og Hedmark (fra 01-01-2020: Innlandet) i syd. Mod øst grænser fylket til Jämtlands län i Sverige, og i vest ligger kysten mod Norskehavet. Trondheim er fylkets største by og endvidere Norges tredjestørste kommune målt på indbyggertal. Trøndelag er målt på areal det næststørste fylke i Norge og det femtestørste med en befolkning på 464.060 (2019). Hovedparten af befolkningen er koncentreret omkring Trondheimsfjorden. En person fra Trøndelag kaldes for en «trønder».
Navnet Trøndelag kommer fra norrønt Þrǿndalǫg, «trøndernes lovområde». Det historiske tingsted Frostatinget kan sandsynligvis spores tilbage til 400-tallet. I vikingetiden udgjorde Trøndelag, Nordmøre og Namdalen et retsfællesskab. Nidaros bispedømme, tidligere kendt som Trondhjems Stift, bliver betragtet som et af de fem historiske bispedømmer fra kristendommens indførelse i Norge. Ærkebispesædet Nidaros med Nidarosdomen var det kirkelige centrum for det udstrakte Norgesvældet. Nidaros bispedømme dækkende oprindeligt over hele det nordenfjeldske Norge, men tilsvarer i dag Trøndelag fylke.
Historisk har de vigtigste erhverv i Trøndelag været landbrug, skovbrug, minedrift og fiskeri. Trøndelag har en stor vand- og vindkraftproduktion, der er med til at understøtte den strømforbrugende træforarbejdnings- og smelteindustri. Havbrug står for omkring halvdelen af Trøndelags eksport. Olie- og gasudvinding ud for kysten er også betydelig. Værksteds- og skibsfartsindustrien i Trøndelag er i høj grad knyttet til havbrug og offshore. Trondheim er centrum for højere uddannelse og forskning, og huser det største campus på Norges største universitet, NTNU, samt forskningsinstitutionen SINTEF. Det har affødt en række teknologivirksomheder. Trondheim har desuden et vigtigt miljø for bank-, forsikring- og kapitalforvaltningsvirksomheder. Handel, offentlig og privat service er også vigtige for beskæftigelsen i regionen.
Trøndelags vigtigste lufthavn er Trondheim lufthavn, Værnes . Europavei 6, Nordlandbanen og Dovrebanen går igennem fylket nord-syd, mens Europavei 14 og Meråkerbanen går mod øst til Sverige.

## Etymologi
Den oprindelige betydning af stednavnet Trøndelag kommer fra norrøne ord »þrændalǫg«, der er sammensat af folkebetegnelsen »þrændr« og »lǫg«, der betyder henholdsvis »trønder« og »lov, lovområde«, altså »trøndernes lovområde«.

## Politik
Fylkeskommunens øverste politiske ledelse er forankret i det folkevalgte »Fylkestinget«, der kan sammenlignes med et dansk regionsråd. Fylkestinget består af 59 medlemmer, der vælges ved et fylkestingsvalg hvert fjerde år. Blandt medlemmerne af fylkestinget nedsættes et »Fylkesutvalg«, der har ansvaret for at forberede sagerne for fylkestinget. Et flertal af medlemmerne i fylkesudvalget vælger en »fylkesordfører«, der er den politiske leder af såvel fylkeudvalget som fylkestinget. Den nuværende fylkesordfører er Tore O. Sandvik.
Statens repræsentant i fylket kaldes en fylkesmann. Den nuværende fylkesmann er Frank Jenssen.
Den fylkeskommunale administration er fordelt på to lokaliteter. I byen Steinkjer har kommunedirektøren sit kontor, mens fylkesordføreren holder til i Trondheim.

### Mandatfordeling
Frem til kommunevalget i september 2019 består fylketinget af 78 medlemmer, der blev indvalgt i 2015 i de henholdsvis Sør-Trøndelag og Nord-Trøndelag. Dette bliver ved valget i 2019 reduceret til 59 medlemmer.
|              | Parti                     | Antal mandater (pr. 2018) | Antal mandater (pr. 2018) |
| Fylkestinget | Parti                     | Fylkesudvalget            |                           |
| ------------ | ------------------------- | ------------------------- | ------------------------- |
| Ap           | Arbeiderpartiet           | 31                        | 6                         |
| Sp           | Senterpartiet             | 14                        | 2                         |
| H            | Høyre                     | 12                        | 2                         |
| FrP          | Fremskrittspartiet        | 5                         | 1                         |
| MDG          | Miljøpartiet De Grønne    | 4                         | 1                         |
| SV           | Sosialistisk Venstreparti | 4                         | 1                         |
| KrP          | Kristelig Folkeparti      | 3                         | 1                         |
| V            | Venstre                   | 3                         | 1                         |
|              | Pensjonistpartiet         | 1                         |                           |
| R            | Rødt                      | 1                         |                           |
| I alt        |                           | 78                        | 15                        |

### Liste over fylkesordfører
| # | Periode | Navn            | Parti           |
| - | ------- | --------------- | --------------- |
| 1 | 2018 -  | Tore O. Sandvik | Arbeiderpartiet |